# Manoir de Bressault
Le manoir de Bressault est un ancien manoir situé à Ménil, dans le département français de la Mayenne. Désormais une ferme, il est à 2 kilomètres à l'ouest du bourg. Il est connu pour le capitaine huguenot René de la Rouvraie, le Diable de Bressault, qui fut des premiers adeptes du protestantisme armé. On connaît de façon imparfaite le plus grand nombre de ses crimes qui avaient été couverts par l'édit de pacification de 1570. Il était surnommé le Diable de Bressault.

## Désignation
- Beezau, Bezau, 1371 (Chartrier de Magnannes).
- Beczaut, 1407 (Ibid.).
- Bressau, 1470 (Ibid.).
- Bressault, 1570 (Ibid.).

## Histoire
Il s'agit d'une ancienne terre seigneuriale avec manoir, vassale de Ménil. Le fief de Bressault, qui dépendait de Magnannes, comprenait le château de Bressault, entouré de douves, le domaine et ses appartenances, les lieux du Haut et du Bas-Bressault, les Tuaudières, la Roche-Paillère, Chitray et d'autres terres de moindre importance. Ses vignes étaient renommées. Les métairies de Launay-Fournier (paroisse de la Selle-Craonnaise), de la Beuzelinière (paroisse de Laigné), de Malvoisine (paroisse d'Écuillé), etc., en relevaient également
Le logis, réduit et transformé, ne se fait plus remarquer que par la tour. D'après les traces qui subsistent, les fossés devaient être très larges. La déclaration de 1498 n'attribue à Bressault que basse et moyenne justice, mais l'aveu de 1513 rendu à Pierre de Villeblanche mentionne, avec l'hébergement et moulin sur la rivière de Bouland, « haute, moyenne et basse justice, droit de prendre V sols sur ceux qui prenoient femme dans le fief, par maison à fest et par quartier de vigne ». En 1556, les officiers de la seigneurie condamnèrent à mort et firent exécuter en effigie une femme qui avait assassiné son mari. 
En 1571, en l'absence de Messire Claude de Racappé, chevalier de l'ordre du roi, capitaine des gardes, seigneur de Magnannes et de Ménil, son seigneur de fief, René de la Rouvrayé eut l'audace de se révolter contre son suzerain (Félonie). II osa réunir ses troupes « en assemblée illicite, de nuit, à port d'armes et son de tabourin, dresser et planter échelles et assaillir le lieu et maison seigneurial de Maignannes y étant la Dame de Maignaunes et ses enfants ». Le Grand prévôt de France Nicolas de Bauffremont, averti de ces événements, arriva suivi d'une nombreuse compagnie d'archers à Angers, le 19 octobre 1571. Il partit immédiatement avec une forte troupe et un canon pour aller attaquer Bressault dans son repaire. Il assiégea la Rouvraye retranché dans son Château. Le capitaine huguenot se défendit, fut pris, mais il parvint à s'échapper, déguisé, en laissant derrière lui son manoir démantelé et ruiné.
Le domaine fut confisqué par suite de la Félonie de René de la Rouvraie, le Grand prévôt de France serait venu, en 1571, assiéger avec du canon René de la Rouvraie dans son repaire. Le procès qui fut intenté depuis par Christophette de la Rouvraie pour réclamer contre la saisie, révèle seulement que « le seigneur de Magnannes se transporta avec le prévost des maréchaux à Bressault et qu'il en emporta les titres ».

## Chapelle
La chapelle fut dotée de 10 ₶ de rente, en 1479, par Gillette d'Andigné, de 8 ₶ par le fils de la donatrice, le 5 juin 1483, et enfin de 18 boisseaux de seigle par François de la Rouvraie. On s'y rendait en procession le lundi des rogations et le lundi de la Pentecôte ; une grand'messe s'y chantait le 4 décembre, fête de sainte Barbe. Il ne restait plus trace de l'édifice en 1825. Le service religieux se faisait dans la chapelle de Teigné depuis 1719.

## Seigneurs

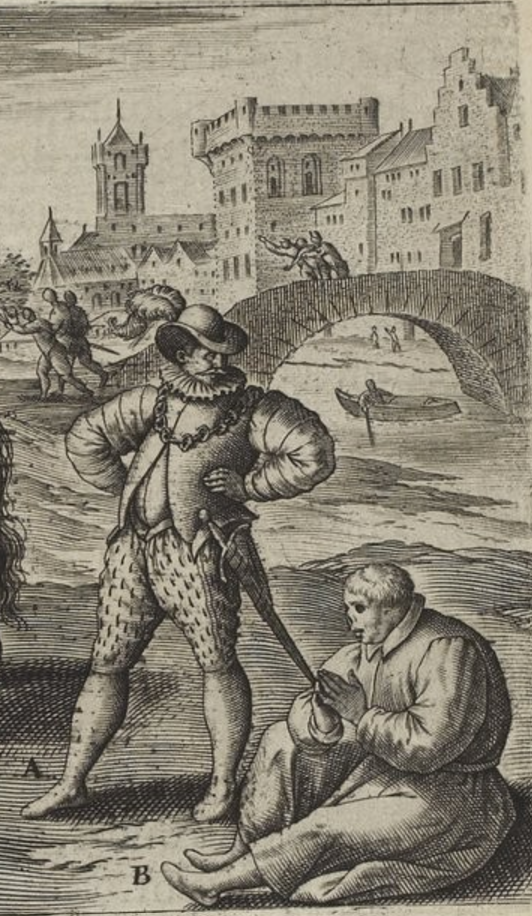
Pour Brantôme, la représentation de la Rouveraye avec une chaîne d'oreilles en forme de baudrier dans le 'Théâtre de cruautez'.

- Perrot ou Pierre de Bersaut, 1371, 1389.
- Jean de la Rouvraie, 1400, représenté par le suivant, son fils, « pour non puissance », 1430.
- Pierre de la Rouvraie, aussi seigneur de la Suhardière, en la Selle-Craonnaise, mari d'Isabeau de Villeprouvée, 1455.
- Jacques de la Rouvraie, écuyer en 1468, se fait remplacer à la montre du Lion-d' Angers, 1470 ; il est déclaré responsable d'un meurtre commis par Yves de Brécharnon, son serviteur, 1475 ; il épousa : 1° Gillette d'Andigné ; 2° Françoise de Vauloger, citée dans un acte de 1483, veuve en 1507, 1513. Gillette d'Andigné, en 1479-1483, et François de la Rouvraye, en 1543, avaient enrichi le temporel de la chapelle de Bressault par plusieurs fondations et donations, qui s'élevaient à dix-huit livres de rente environ.
- François de la Rouvraie, issu du premier mariage ainsi que Jeanne et Marie, ses sœurs, époux lui-même de Catherine de Courtarvel.
- Claude de la Rouvraie, dont la veuve, Urbaine de Beaumanoir[8], convola, avant 1570, avec Anne Guérin. De cette union naquirent René de la Rouvraye, Nicolas de la Rouvraye, Anne et Christophlette de la Rouvraye. René de la Rouvraye épousa Claude de Chivré, fille de Jacques de Chivré, écuyer, seigneur du Plessis-Chivré, et de Jeanne de Bouillé[9].
- René de la Rouvraie, dit le Diable de Bressault ; il est taxé à l'arrière-ban d'Anjou, en 1567, comme seigneur de Bressault.
- Claude de Racappé, seigneur de Magnannes et de Ménil, profita de l'acte de félonie commis par le précédent, son vassal, qui avait eu l'audace d'assiéger son château de Magnannes, pour se faire adjuger la terre de Bressault, à charge d'indemniser les autres victimes des déprédations du terrible partisan. Il prit possession le 10 novembre 1572. Il y eut opposition de la part de la famille de la Rouvraie, puis arrangement en vertu duquel le sieur de Magnannes resta maître de ce qui était dans son fief de Ménil, 1583. Nicolas de la Rouvraie, frère de René, mari de Madeleine des Vaux[10], put ainsi se dire encore seigneur de Bressault, 1603, et passer ce titre à Madeleine, sa fille, dame également de Pantigné et de la Suhardière. Joachim Marteau, mari de Louise Bidault, demeure, en 1584, en son lieu seigneurial de Bressault.
- En 1660, Michel de Racappé devint, par acquisition, possesseur incontesté de toute la terre, qui ne sortit plus de sa famille

## Source
« Manoir de Bressault », dans Alphonse-Victor Angot et Ferdinand Gaugain, Dictionnaire historique, topographique et biographique de la Mayenne, Laval, A. Goupil, 1900-1910 [détail des éditions] (BNF 34106789, présentation en ligne)